# Wollongbar
Wollongbar est une petite ville australienne située dans la zone d'administration locale du comté de Ballina, dans la région des Rivières du Nord dans l'État de Nouvelle-Galles du Sud, en Australie.
Wollongbar est située à 20 km à l'ouest de Ballina, au sud de Tintenbar, au nord de Rous, à l'ouest d'Alstonvale et à l'est de Lismore.
La population s'élevait à 2 828 habitants en 2016.